# Завгородній Сергій Вікторович
Сергій Вікторович Завгородній (нар. 24 червня 1969) — український футболіст, який грав на позиції півзахисника. Найбільш відомий за виступами у складі краснопільського, пізніше сумського, «Явора», в якому зіграв понад 140 матчів у першій лізі, грав також у складі ще кількох команд першої ліги, усього зіграв у першій українській лізі понад 250 матчів.

## Клубна кар'єра
Сергій Завгородній розпочав свою футбольну кар'єру в аматорській команді «Вуглик» із Красноармійська, в якій він виступав у 1990—1991 роках. Після проголошення незалежності України футболіст розпочав виступи за другу команду донецького «Шахтаря» в першій українській лізі. Проте за підсумками першого чемпіонату України дубль «Шахтаря» вибув до другої ліги, і Завгородній продовжив виступи в дублі «гірників» уже в нижчому дивізіоні, а після переїзду команди до Костянтинівки нетривалий час захищав спортивну честь і цього міста. Улітку 1994 року Сергій Завгородній стає футболістом іншого клубу другої ліги — «Медіти» із Шахтарська, а після перейменування команди на «Металург» та переїзду її до Донецька півроку грає вже за донецький клуб, а в середині сезону 1995—1996 залишає команду.
На початку 1996 року Сергій Завгородній стає гравцем команди першої ліги «Явір» із районного центру Сумщини Краснопілля. У команді Завгородній швидко стає одним із гравців основи, та одним із ключових гравців у центрі поля, а в сезоні 1997—1998 він став одним із двох кращих бомбардирів команди в сезоні, відзначившись разом із Олексієм Прохоренковим 8 забитими м'ячами у ворота суперників. Після переїзду клубу до Сум та перейменування на «Явір-Суми» виступав у команді до кінця 1999 року.
На початку 2000 року Сергій Завгородній став гравцем іншого клубу першої ліги — луцької «Волині». Проте в команді він не відразу зумів стати гравцем основи, відігравши в другій половині сезону 15 матчів чемпіонату, і лише на початку сезону 2000—2001 року він став стабільним гравцем основи луцької команди, зігравши за першу половину сезону 17 матчів. Проте в кінці року футболіст покинув луцьку команду, і наступним його клубом став аматорський димитровський «Вуглик», в якому він грав на початку 2001 року. Наступним професійним клубом футболіста першолігова вінницька «Нива», в якій Завгородній дебютував у липні 2001 року. У цій команді Сергій Завгородній грав протягом двох сезонів, у яких провів 60 матчів за вінницький клуб у чемпіонатах України. Останнім професійним клубом Завгороднього стало житомирське «Полісся», за яке він зіграв 1 матч чемпіонату в 2004 році. Пізніше, в 2008 році, Сергій Завгородній грав за аматорський клуб із Києва «Зірка».